# Jan Trost
Jan Trost, född 19 november 1935 i Gävle, död 27 februari 2018 i Uppsala, var en svensk sociolog.

## Biografi
Jan Trost avlade licentiatexamen i sociologi 1962 med avhandlingen Om mätning av känslor i ett språksociologiskt ämne. Han tog filosofie doktorsgrad 1966 vid Uppsala universitet med avhandlingen Om bildandet av dyader som behandlade det teoretiska perspektivet symbolisk interaktionism med familjesociologi som huvudsakligt tillämpningsområde. 
Han startade flera olika sociologiska forskningsgrupper vid Uppsala universitet. I mitten av 1960-talet startade han Familjeforskningsgruppen, som han sedan fortsatte att leda fram till sin död. Ungefär samtidigt startade han Alkoholforskningsgruppen och ledde den i ett decennium. I mitten av 1970-talet startade han Katastrofforskningsgruppen och ledde den i ett decennium.
Trost var Visiting Distinguished Professor vid University of North Carolina at Greensboro (1983–1984) samt gästprofessor vid bland annat University of Minnesota (1972, 1985), vid Leuvens universitet (1975, 1986), samt vid Oslo universitet (1995). Han var adjungerad professor vid Oslo högskola (2000–2005) och Lady Davis Visiting Professor vid Hebrew University of Jerusalem (1991), samt inbjuden Visiting Scholar vid the Kinsey Institute (1984).
Trost var aktiv i den internationella vetenskapsvärlden och var bland annat vice ordförande och ordförande för Committee on Family Research (CFR) där han sedan 1994 var hedersordförande. År 1999 inrättade den internationella sektionen i National Council on Family Relations (NCFR) "Jan Trost Award for Outstanding Contributions to Comparative Family Studies" till hans ära och han blev dess första pristagare. Priset delas ut årligen sedan dess.
2000 gick han i pension och blev professor emeritus. Jan Trost är gravsatt i minneslunden på Uppsala gamla kyrkogård.